# Stroncium-karbonát
| Stroncium-karbonát                                                                                              |                                                  |
| |                                                  |
| \| \| \| |                                                  |
| IUPAC-név | stroncium-karbonát                               |
| Más nevek | Stroncianit                                      |
| Kémiai azonosítók                                                                                               |                                                  |
| CAS-szám | 1633-05-2                                        |
| PubChem | 15407                                            |
| ChemSpider | 14666                                            |
| EINECS-szám | 216-643-7                                        |
| RTECS szám | WK8305000                                        |
| SMILES | [Sr+2].[O-]C([O-])=O                             |
| InChI | 1S/CH2O3.Sr/c2-1(3)4;/h(H2,2,3,4);/q;+2/p-2      |
| InChIKey | LEDMRZGFZIAGGB-UHFFFAOYSA-L                      |
| UNII | 41YPU4MMCA                                       |
| ChEMBL | CHEMBL3188467                                    |
| Kémiai és fizikai tulajdonságok                                                                                 |                                                  |
| Kémiai képlet                                                                                                   | SrCO3                                            |
| Moláris tömeg                                                                                                   | 147,63 g/mol                                     |
| Megjelenés | Fehér vagy szürkés por enyhén higroszkópos       |
| Sűrűség | 3,70 g/cm³                                       |
| Olvadáspont | 1494 °C (bomlik 1100 °C felett légköri nyomáson) |
| Forráspont | N/A                                              |
| Oldhatóság (vízben)                                                                                             | 0,0011 g/100 ml (18 ºC)                          |
| Törésmutató (nD)                                                                                                | nα = 1,518, nβ = 1,667, nγ = 1,669               |
| Kristályszerkezet                                                                                               |                                                  |
| Kristályszerkezet                                                                                               | Ortorombos                                       |
| Termokémia |                                                  |
| Std. képződési entalpia ΔfHo298                                                                                 | −1220 kJ/mol                                     |
| Standard moláris entrópia So298                                                                                 | 97 J/(mol·K)                                     |
| Hőkapacitás, C                                                                                                  | 81,4 J/(mol·K)                                   |
| Veszélyek |                                                  |
| MSDS | Külső MSDS adatok                                |
| EU Index | Nincs listázva                                   |
| Főbb veszélyek                                                                                                  | Irritáló                                         |
| NFPA 704 | 0 1 0                                            |
| S mondatok | S22, S24/25                                      |
| Lobbanáspont | nem gyúlékony                                    |
| Rokon vegyületek                                                                                                |                                                  |
| Azonos anion | Kalcium-karbonát Bárium-karbonát                 |
| Rokon vegyületek                                                                                                | Magnézium-karbonát                               |
| Ha másként nem jelöljük, az adatok az anyag standardállapotára (100 kPa) és 25 °C-os hőmérsékletre vonatkoznak. |                                                  |
| |                                                  |

A stroncium-karbonát (SrCO3) a stroncium karbonátsója, amely fehér vagy szürkés por formájában fordul elő. A természetben a stroncianit néven ismert ásványként található meg.

## Kémiai tulajdonságok
A stroncium-karbonát fehér vagy szürkés színű, szagtalan, íztelen por. Elemi összetétele tömegszázalékban: 8,14% szén, 32,51% oxigén, 59,35% stroncium. Mivel a szénsav sója, a stroncium-karbonát gyenge bázis, ezért savakkal reagálva stronciumsókat képez. Egyébként stabil és biztonságosan kezelhető vegyület. Vízben nagyon csekély mértékben oldódik (oldhatósága 0,0011 g/100 ml 18 ºC-on). Az oldhatóság jelentősen megnő, ha a vizet szén-dioxiddal telítik (stroncium-hidrogén-karbonát képződése miatt), ilyenkor az oldhatóság elérheti a 0,1 g/100 ml értéket is. Híg savakban jól oldódik szén-dioxid fejlődése közben.

## Előállítása
A természetes, ásványként való előfordulásán kívül a stroncium-karbonátot két fő módszerrel állítják elő: vagy a természetben előforduló cölesztinből (stroncium-szulfát), vagy oldható stronciumsók (például stroncium-klorid vagy stroncium-nitrát) és oldható karbonátsók (jellemzően nátrium-karbonát vagy ammónium-karbonát) vizes oldatainak reakciójával. Például stroncium-nitrát és nátrium-karbonát reakciójának egyenlete:
Sr(NO3)2 (aq) + Na2CO3 (aq) → SrCO3 (s) + 2 NaNO3 (aq).

## Felhasználása

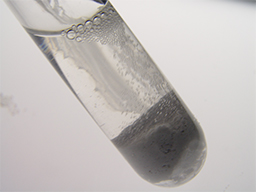
A salétromsav reagál a stroncium-karbonáttal, stroncium-nitrát képződik.

Leggyakrabban színezőanyagként használják tűzijátékokban. A stroncium és sói a lángot élénkvörösre festik. A karbonátsót más stronciumsókkal szemben gyakran előnyben részesítik kedvező ára, alacsony higroszkópossága és semlegesítő hatása miatt (semlegesíti az esetlegesen keletkező savas melléktermékeket). Egy másik pirotechnikai alkalmazása az út menti jelzőfények vörös színének biztosítása.
A stroncium-karbonátot korábban elektronikai berendezések gyártásában is felhasználták. A színes televíziók katódsugárcsöveinek (CRT) elülső üvegéhez adták, hogy elnyelje a képcső működése során keletkező, egészségre káros röntgensugárzást. Mivel a CRT technológia nagyrészt elavult, ez a felhasználás jelentősen visszaszorult.
Irizáló üveg, utánvilágító festékek, stroncium-oxid és más stronciumsók előállítására, valamint kis mértékben a cukor finomítására is használják.
A kerámiaiparban széles körben alkalmazzák mázak összetevőjeként. Folyósítószerként viselkedik, javítja a máz olvadási tulajdonságait, és módosíthatja egyes fém-oxid színezékek árnyalatát. Tulajdonságai ebben a tekintetben hasonlítanak a bárium-karbonátéhoz.
Fontos alapanyag a stroncium-ferrit (SrFe12O19) gyártásához, amelyet állandó mágnesként használnak például hangszórókban és kisebb elektromotorokban.
Mivel bázis, a stroncium-karbonátból sokféle stronciumvegyület állítható elő a megfelelő savakkal való reakcióval.